# Cosmos: A Spacetime Odyssey
Cosmos: Uma Odisseia do Espaço-Tempo é uma série americana de documentário científico. É um remake da série de 1980, Cosmos, que foi apresentada por Carl Sagan. O apresentador da nova série é o físico Neil deGrasse Tyson. Os produtores executivos são Seth MacFarlane e Ann Druyan, viúva de Sagan. A série estreou em 9 de Março de 2014 simultaneamente no EUA em dez canais da 21st Century Fox, incluindo Fox, FX, FXX, FXM, Fox Sports 1, Fox Sports 2, Nat Geo, Nat Geo Wild, e Fox Life. O restante da série foi ao ar na Fox com o Nat Geo reprisando os episódios no dia seguinte. A série estreou em 13 de Março de 2014 no National Geographic Brasil.

## Desenvolvimento

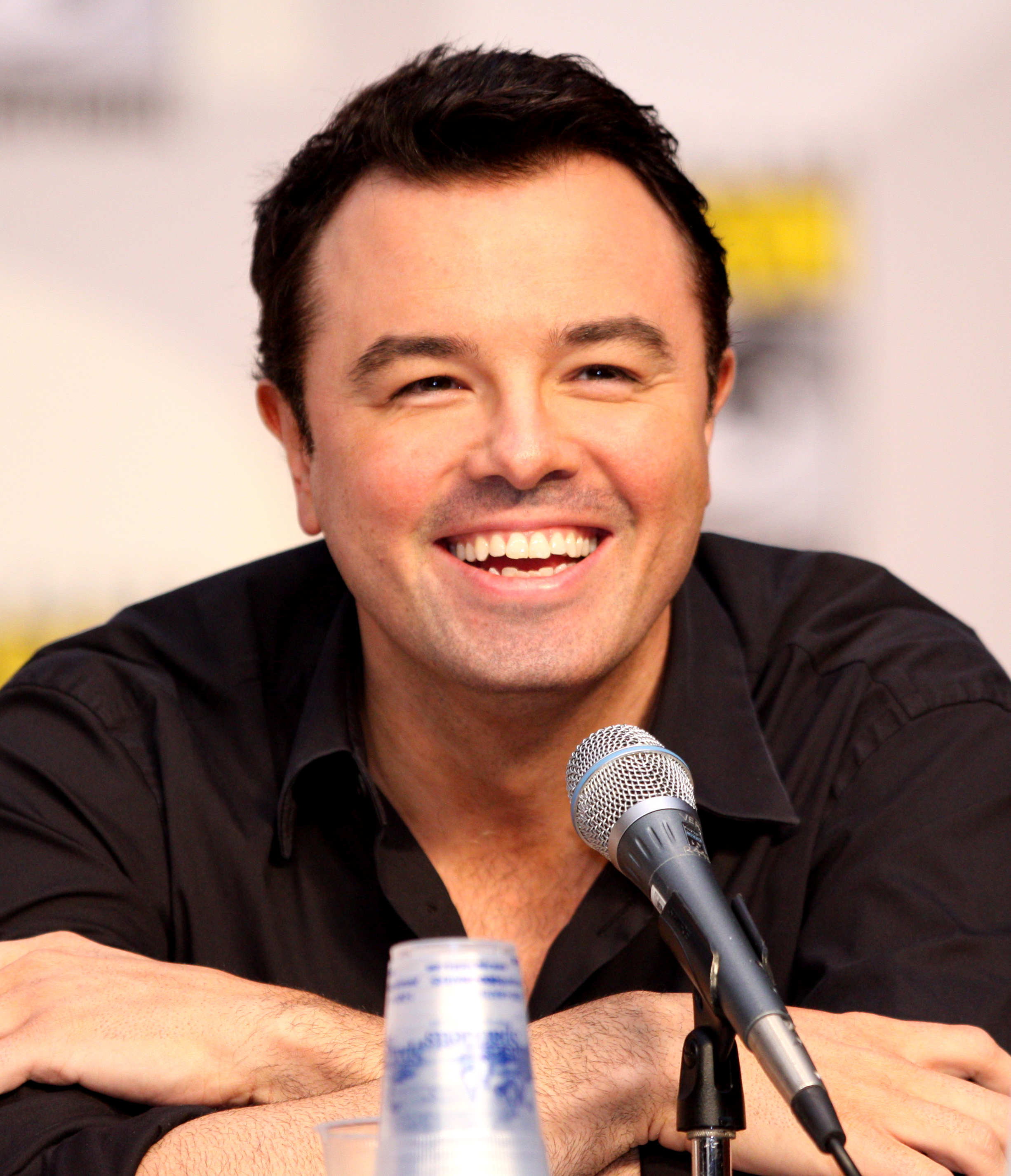
O animador Seth MacFarlane foi fundamental na obtenção de patrocínios para Cosmos: Uma Odisséia do Espaço-Tempo, e é produtor executivo da série.

A série original Cosmos, em 13 episódios, foi televisionada pela primeira vez em 1980 na Public Broadcasting System, e apresentada por Carl Sagan. O seriado tem sido considerado muito importante desde então; Dave Itzkoff do The New York Times o descreveu como "um marco divisor na programação televisiva com temática científica." A série tem sido assistida por pelo menos 400 milhões de pessoas em 60 diferentes países, e antes do documentário The Civil War de 1990, foi considerado o programa mais bem classificado da rede.
Após a morte de Sagan em 1996, sua viúva Ann Druyan, a co-autora da série Cosmos original junto com Steven Soter, um produtor da série e o astrofísico Neil deGrasse Tyson, procuraram criar uma nova versão, para atingir uma audiência o mais ampla possível e não apenas para aqueles interessados em ciência. Eles batalharam por anos com redes televisivas relutantes, que não conseguiam ver o amplo apelo do programa.
Seth MacFarlane conheceu Druyan através de Tyson em 2008 em um evento na Science & Entertainment Exchange, escritório em Los Angeles da National Academy of Sciences, planejado para conectar escritores e diretores de Hollywood com cientistas. Um ano depois, durante um almoço na cidade de Nova Iorque com Tyson, MacFarlane tomou conhecimento do interesse deles em recriar Cosmos. Ele foi influenciado por Cosmos quando criança, acreditando que Cosmos serviu para "preencher a lacuna entre a comunidade acadêmica e o público geral." Na ocasião MacFarlane disse a Tyson, "Eu estou num ponto da minha carreira em que tenho alguma renda disponível ... e eu gostaria de investí-la em algo que valha a pena." MacFarlane havia considerado a redução do esforço para viagem espacial nas últimas décadas como sendo parte da "nossa cultura da letargia." MacFarlane, que tem várias séries na rede Fox, foi capaz de introduzir Druyan aos cabeças da programação da Fox, Peter Rice e Kevin Reilly, e ajudou a assegurar a aprovação do programa. MacFarlane admite ser "a pessoa menos essencial dessa equação" e o esforço é uma saída do trabalho que ele fez previamente, mas considera isto como um "território muito confortável para mim pessoalmente." Ele e Druyan se tornaram amigos próximos, e Druyan afirmou que ela acredita que Sagan e MacFarlane teriam sido "espíritos afins" com seus respectivos "talentos originais". Em Junho de 2012, MacFarlane proveu financiamento  para que cerca de 800 caixas de correspondências e notas pessoais de Sagan fossem doadas à Library of Congress.
Numa entrevista do Point of Inquiry, Tyson discutiu sua meta de capturar o "espírito original de Cosmos," que ele descreve como "temas edificantes que chamam as pessoas à ação." Druyan descreve os temas de maravilhamento e ceticismo que eles estão unindo aos roteiros, numa entrevista com Skepticality, "Para que se qualifique para o nosso show o tema precisa te tocar. Ainda precisa que seja rigorosamente boa ciência--nada de arredondar quinas aí. Mas então, também tem de ser um balanço igual entre ceticismo e maravilhamento." Numa entrevista para o Big Picture Science, Tyson dá os créditos da série original à proliferação da programação científica, "A tarefa para a nova geração de Cosmos é um pouco diferente porque eu não preciso ensinar a você literatura científica. Há um monte de literatura científica no Cosmos original, mas isto não é o que você mais se lembra. O que a maioria das pessoas que se lembram da série original mais lembram é o esforço de se apresentar ciência de uma forma que tenha significado para você que possa influenciar sua conduta como um cidadão da nação e do mundo--especialmente do mundo." Tyson afirma que a nova série terá tanto material novo como versões atualizadas dos tópicos da série original, mas principalmente, servirá as "necessidades da população atual." "Nós queremos fazer um programa que não é uma simples continuação do primeiro, mas que siga adiante com as questões dos tempos atuais, para que então ressoe na audiência emergente do século 21." Tyson considerou que o sucesso recente de shows orientados à ciência como The Big Bang Theory, e CSI: Crime Scene Investigation e filmes como Gravidade, significa que "a ciência se tornou popular" e espera que Cosmos "aterrissará em terreno altamente fértil."
Tyson comenta sobre "a relação de amor e ódio" que telespectadores tinham com a Espaçonave da Imaginação da série original, mas confirmou que eles estão desenvolvendo "veículos de contar histórias". Tyson afirma que elementos definidores da série original como a Espaçonave da Imaginação e o Calendário Cósmico com efeitos especiais melhorados, assim como novos elementos, estarão presentes. A animação para esses seguimentos foi criada por um time escolhido a dedo por MacFarlane para a série.
MacFarlane anuncionou no Twitter que a partitura será escrita por Alan Silvestri.

## Transmissão

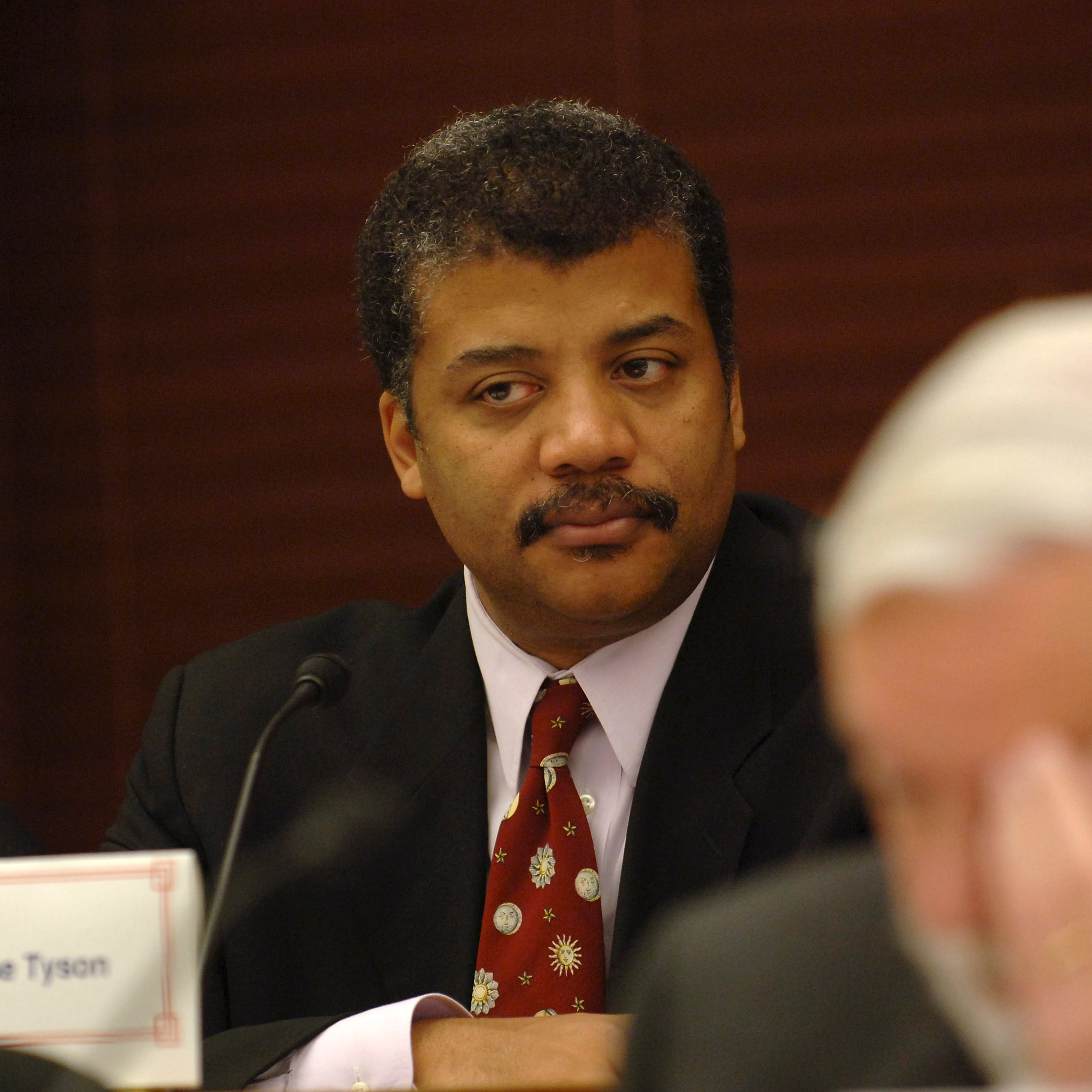
Astrofísico Neil deGrasse Tyson narra o show.

Em Agosto de 2011, o programa foi oficialmente anunciado para horário nobre, e agendado para a primavera de 2014. A série é uma coprodução do Cosmos Studios de Druyan, Fuzzy Door Productions de MacFarlane, e o National Geographic Channel; Druyan, MacFarlane, Mitchell Cannold do Cosmos Studios, e o diretor Brannon Braga serão diretores executivos. Reilly da Fox considerou que o show seria um risco, por não ser parte da programação típica da rede, mas decidiu que "nós acreditamos que isto pode ter o mesmo impacto cultural massivo entregue pela série original" e liberou os recursos da rede para o programa. A série foi transmitida primeiro na Fox, com reprise na mesma noite no National Geographic Channel. A série estreou em 13 de Março de 2014 no National Geographic Brasil.

## Elenco
Além do próprio Neil deGrasse Tyson, apresentador da série, e dos trechos da primeira versão em que Carl Sagan reaparece, Cosmos: A Spacetime Odyssey traz uma série de trechos de animação em que atores célebres realizaram a dublagem, além de algumas poucas cenas em que o ator em si aparece em interações pontuais com Neil deGrasse no interior da nave da imaginação.
- Alexander Siddig dubla o personagem Isaac Newton
- Amanda Seyfried dubla a personagem Marie Tharp
- Cary Elwes dubla os personagens Edmond Halley e Robert Hooke
- Enn Reitel dubla o personagem Albert Einstein
- Jonathan Morgan Heit dubla o personagem John Herschel
- Julian Ovenden dubla o personagem Michael Faraday
- Kirsten Dunst dubla a personagem Cecilia Payne-Gaposchkin
- Marc Worden dubla o personagem Harrison Brown
- Marlee Matlin dubla a personagem Annie Jump Cannon
- Martin Jarvis dubla o personagem Humphry Davy
- Patrick Stewart dubla o personagem William Herschel
- Paul Telfer dubla um personagem estudioso enojado
- Peter Emshwiller dubla o personagem George Tilton
- Richard Gere dubla o personagem Clair Patterson
- Seth MacFarlane dubla o personagem Giordano Bruno
- Heiko Obermoller dubla o personagem Hermann Einstein
- John Steven Rocha dubla o personagem Robert Bellarmine
- Julie Wittner dubla a personagem Sarah Faraday
- Michael Chochol interpreta o personagem Jan Oort
- Nadia Rochelle Pfarr dubla a personagem Malala Yousafzai
- Oliver Vaquer dubla o personagem Joseph von Fraunhofer
- Piotr Michael dubla o personagem Edmund Muskie
- Tom Konkle dubla o personagem Samuel Pepys
- Wesley Salter dubla o personagem James Clerk Maxwell

## Recepção
Cosmos: A Spacetime Odyssey recebeu avaliações muito positivas da crítica e uma classificação no Metacritic de 82 de 100 baseado em 19 avaliações.
A minissérie ganhou o "4th Critics' Choice Television Award" para "Best Reality Series" (Melhor Série de Realidade), com Tyson nomeado para "Best Reality Host". A minissérie também foi nomeada para "Outstanding Achievement in News and Information" no "30th TCA Awards". Além disso, foi nomeada para 12 Emmy Awards, incluindo "Outstanding Documentary or Nonfiction Series" (Documentário Destaque ou Séries Não Ficcionais). O programa ganhou o Emmy de "Outstanding Writing for Nonfiction Programming" (Destaque de Roteiro para Programa de Não Ficção) e o "Outstanding Sound Editing for Nonfiction Programming (Single or Multi-Camera)" (Destaque de Edição de Som para Programação de Não Ficção [Uma ou Múltiplas Câmeras]) e Silvestri ganhou os Emmys de "Outstanding Original Main Title Theme Music" (Destaque de Música Original Principal) e "Outstanding Music Composition for a Series (Original Dramatic Score)" (Destaque de Composição Musical para Série [Trilha Sonora Original]).
A nova minissérie tem sido alvo de críticas por parte de alguns Cristãos e da direita religiosa por alguns pontos de vista expressados. Fundamentalistas cristãos ficaram chateados com o fato de que as teorias científicas abordadas na série "esmagaram" a História da Criação da Bíblia. A Liga Católica ficou descontente com o fato de o show "manchar" o Catolicismo. Um porta-voz da Liga observou como o show focou em Giordano Bruno, que foi perseguido pela Igreja Católica por mostrar que a terra orbitava em torno do Sol e afirmou que a série "pulou Copérnico e Galileo — dois homens muito mais consequentes em provar e disseminar o Heliocentrismo — por que, em seus casos, o papel da Igreja foi muito mais complicado".